# Schafberg (Hüttertal)
Der Schafberg ist eine ca. 285 Meter hohe Erhebung im Landschaftsschutzgebiet Hüttertal zwischen Radeberg und Wallroda in Sachsen. Topografisch befindet sich der Schafberg in der Gemarkung Wallroda, Gemarkungsschlüssel 143081.

## Namensherkunft
Das Landschaftsschutzgebiet Hüttertal war noch bis Ende des 19. Jahrhunderts nahezu baumfrei und bestand hauptsächlich aus Wiesen- und Weideland. Das lag auch daran, dass der Baumbestand als Rohstoff zur Errichtung von Kohlenmeilern benötigt wurden. Die dadurch entstandenen freien Flächen wurden über Jahrhunderte als Weideflächen genutzt, hauptsächlich für Schafe. Aus dieser Zeit stammen die Bezeichnungen Schafberg und Schafborn, auch der benachbarte Hutberg hat seine Bezeichnung aus dieser Zeit (abgeleitet von der alten Schreibweise Huth bzw. hüten). Das Rittergut Kleinwolmsdorf, zu dessen Ländereien das Gebiet lange Zeit gehörte, besaß auf dem Schafberg eine große Schafstallanlage.

## Allgemeines

### Geologie
Der Schafberg befindet sich am westlichen Rand des Westlausitzer Hügel- und Berglands und stellt den Abschluss einer Hügelkette dar, zu der auch der etwa 300 Meter östlich liegende Hutberg zählt. Die vorherrschenden Grundgesteine sind Granodiorit und Grauwacke.

### Flora und Fauna
Der Schafberg ist zum großen Teil mit naturnahem Eichen-Hainbuchen-Wald bewachsen. Am westlichen Hang finden sich noch einige der wenigen älteren Bäume des Hüttertals. Ein großer Teil dieses Altbestandes ist beim Tornado am 24. Mai 2010 vernichtet worden. Eine einzelne alte Eiche ist als Naturdenkmal ausgewiesen. Der Übergang vom Schaf- zum Hutberg wird zum Teil als Weidefläche genutzt. Die Fauna entspricht der des umliegenden Hüttertals.

## Schafbornbach

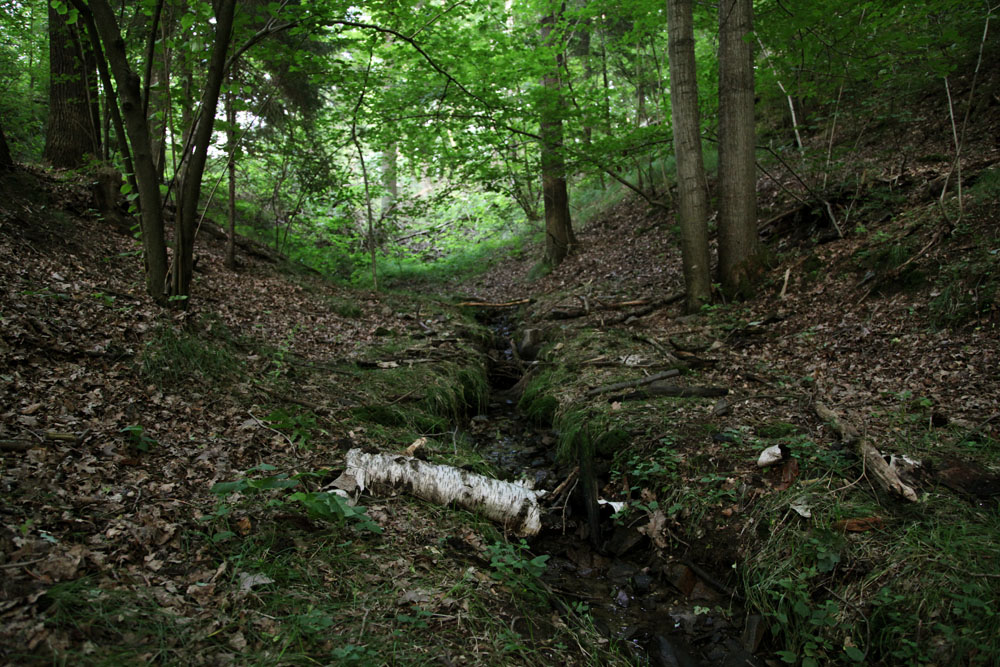
Schafbornbach

Am Nordhang des Schafberges entspringt der Schafborn bzw. Schafbornbach. Der kleine Bach fließt etwa 300 Meter in südwestlicher Richtung, bevor er rechtsseitig in die Große Röder mündet. In seinem Verlauf wird er von einer weiteren Quelle, der in Stein gefassten Schafborn-Quelle, gespeist. Direkt am Bach verläuft der Wanderweg zum Felixturm. Den Schafbornbach überqueren zwei Fußgängerbrücken: eine Holzbrücke unterhalb des Ringwegs und eine kleine Steinbrücke an der Rödermündung.
Anfang des Jahres 2010 galt die Schafborn-Quelle am Unterlauf des Schafbornbachs als versiegt. Als eine mögliche Ursache dafür wurde der Neubau der Ortsumgehung Großerkmannsdorf/Radeberg der Staatsstraße 177 in Betracht gezogen, da diese jetzt das Hüttertal durchquert. Für den Bau der Fahrbahnen und einer 140 Meter langen Brücke waren erhebliche Baumaßnahmen durchgeführt worden. Der Förderverein Hüttertal Radeberg e.V. vermutete, dass dabei eine unterirdische Wasserader durchtrennt wurde; aber auch eine natürliche Ursache wurde nicht ausgeschlossen.

## Wendenburg
Der Lokalhistoriker Friedrich Bernhard Störzner berichtet von Funden einer ehemaligen Burganlage auf dem Schafberg. So sollen unter anderem auf dem Berg und am Westhang Überreste einer Befestigungsanlage ausgegraben worden sein. Störzner überlieferte die Legende, dass sich auf dem Schafberg eine Burg der Wenden befunden habe, die wahrscheinlich aus der Zeit stammen sollte, als die Wenden das Gebiet besiedelten (etwa ab dem 7. Jahrhundert). Die Zerstörung der Burganlage datiert Störzner in die Zeit von Heinrich I., als dieser im Zuge seiner Slawenfeldzüge in den Jahren 928 und 929 die Slawen erfolgreich bekämpfte. Funde von (archäologisch nicht zuordenbaren Mauerresten) am Westhang des Schafberges warfen lt. Störzner auch die Vermutung oder Möglichkeit des ursprünglichen Standortes der Stadt Radeberg auf, diese Vermutungen erwiesen sich als unbegründet und haltlos. Die vermutete ehemalige Burganlage der Wenden bezeichnet Störzner als „eine der ältesten wüsten Marken des östlichen Sachsens“.
Bei Flurbegehungen und Probegrabungen in der zweiten Hälfte des 20. Jahrhunderts sind keine archäologischen Beweisstücke für die Existenz einer Wüstung bzw. Wendenburg oder einer anderen frühen örtlichen Ansiedlung im Schaf- oder Hutberg-Gebiet gefunden worden.

## Felixturm, Gastwirtschaft und Sternwarte

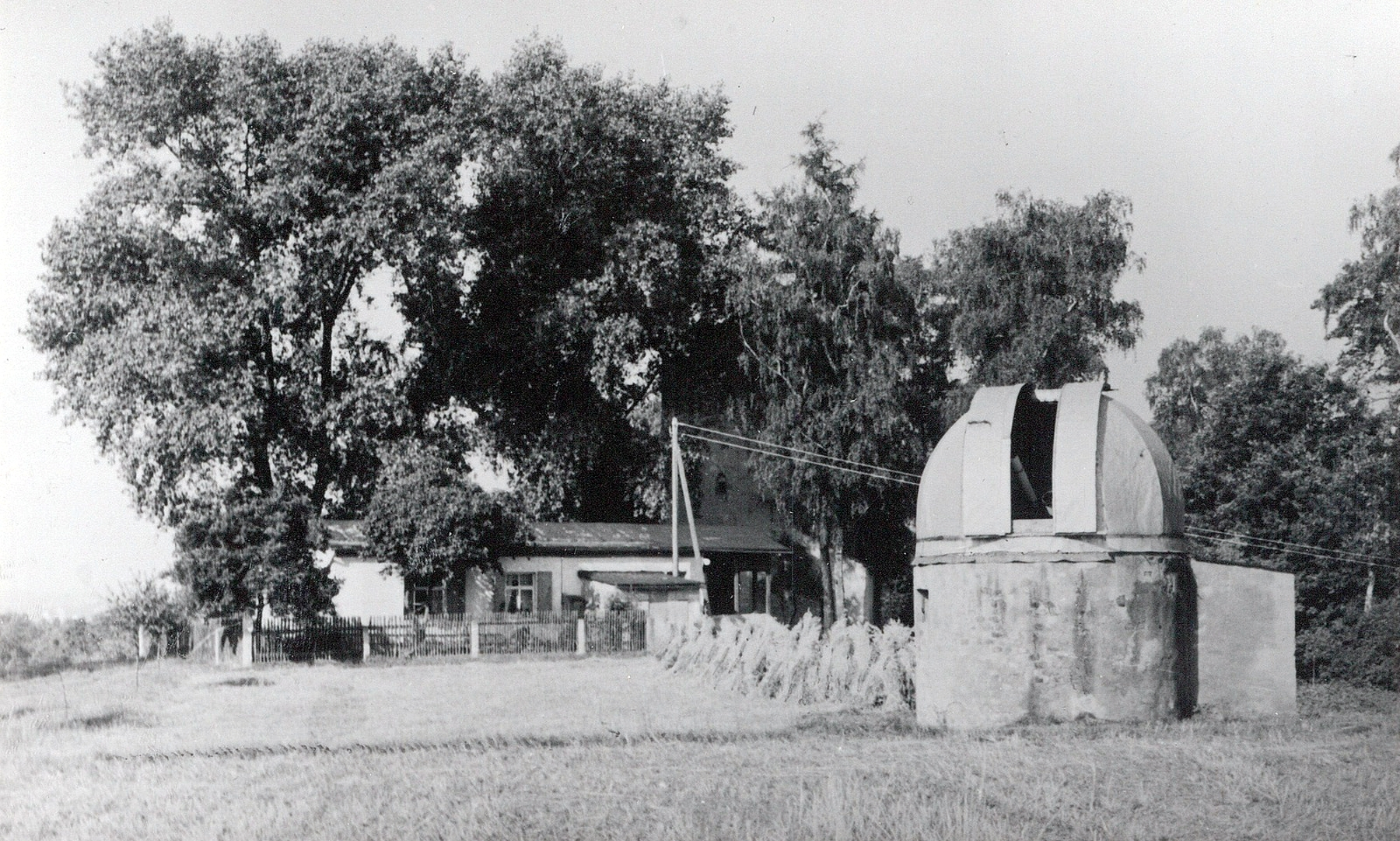
Sternwarte von Erich Bär

Seit 1824 steht auf dem Schafberg der aus verwittertem Granit errichtete Felixturm. Die Familie von Gutschmid war zu dieser Zeit im Besitz des Rittergutes in Kleinwolmsdorf, zu welchem auch das Gebiet des Schafbergs gehörte. Freiherr Johann Wilhelm von Gutschmid ließ diesen für seinen Sohn Felix als privates Observatorium errichten. Von 1839 bis 1965 bestand neben dem Felixturm eine Gastwirtschaft, zu der zeitweise auch ein Unterkunftsgebäude für bis zu 150 Personen gehörte. Außerdem befand sich die erste öffentliche Radeberger Volkssternwarte direkt am Turm auf dem Schafberg. Diese wurde 1953 durch den Radeberger Astronomen Erich Bär gemeinsam mit der Fachgruppe Astronomie im Kulturbund der DDR errichtet. Der Felixturm ging 1978 in Privatbesitz über (zunächst gepachtet, im Jahr 2000 gekauft), wurde von den Besitzern saniert und wird für Amateurfunkzwecke genutzt.
Der Felixturm steht unter Denkmalschutz.

## Sonstiges

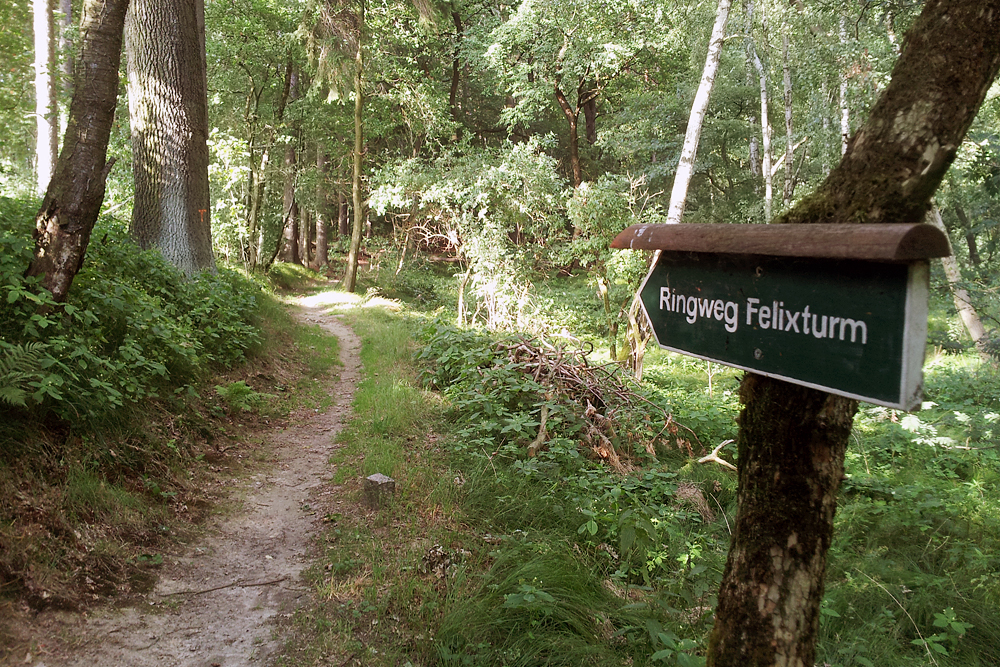
Ringweg Felixturm

Der Radeberger Oberlehrer Adolf Kohlsdorf richtete 1905 im Bereich der Quelle des Schafbornbaches einen Promenadenweg zur bequemen Wanderung für die Besucher des Hüttertals ein. Dieser verläuft ringförmig am Hang des Schafberges und ist heute als Ringweg Felixturm bzw. Kohlsdorfweg ausgeschrieben.
Vom Wanderweg an der Großen Röder aus führt der Radeberger Planetenwanderweg auf den Schafberg, welcher am Felixturm mit der Station Pluto endet. Da der Planetenweg vor 2006 angelegt wurde und Pluto zu dieser Zeit noch als Planet klassifiziert war, bildet er die abschließende Station des Wanderwegs.